# Matt Harding

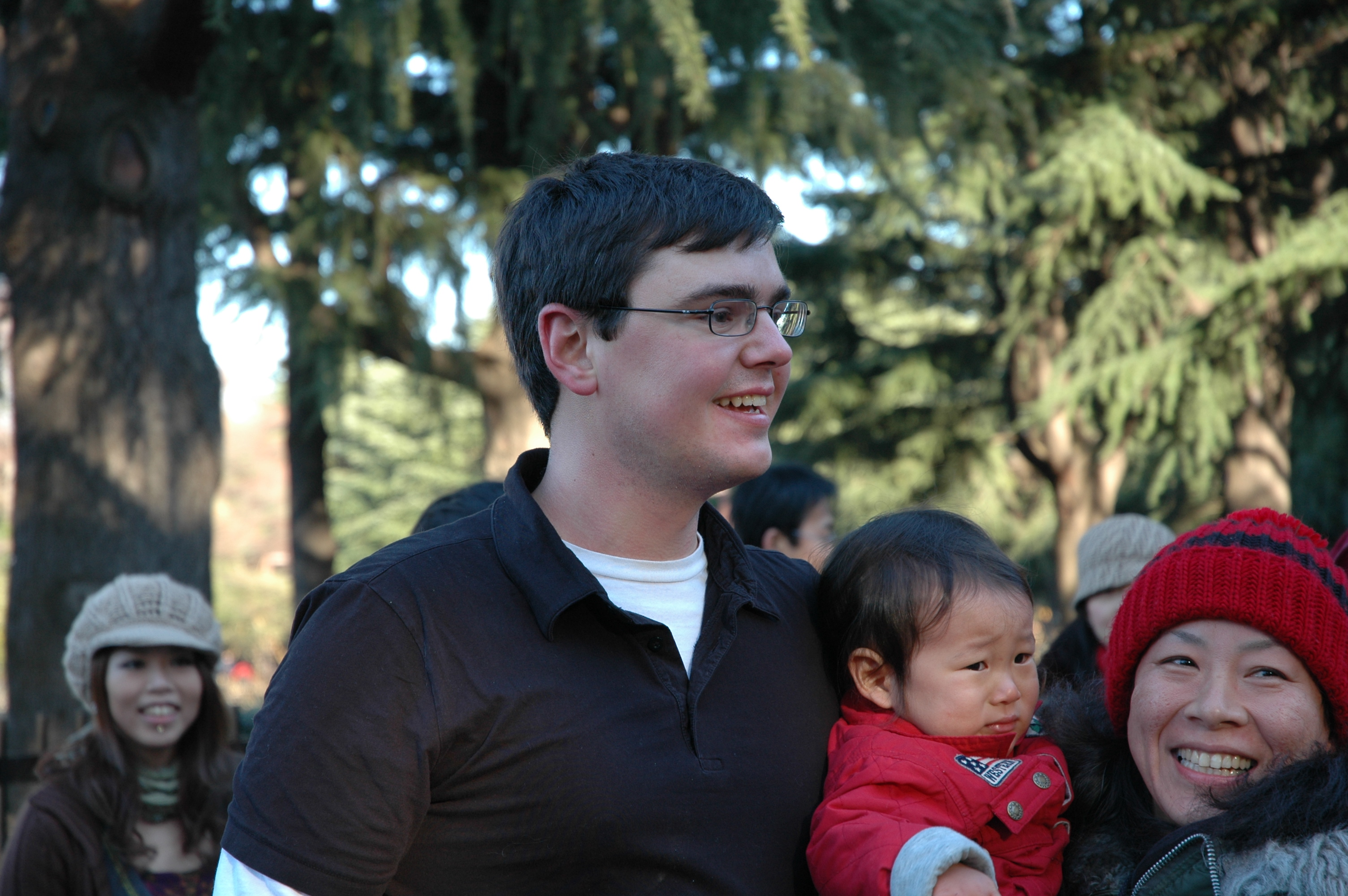
Matt Harding en Yoyogi Park en Tokio, Japón, el 27 de enero de 2007.

Matthew Harding (Westport, Connecticut, 27 de septiembre de 1976), conocido como Matt Harding o Dancing Matt, es un viajero y desarrollador de  videojuegos estadounidense que comenzó a viajar alrededor del mundo después de trabajar en la industria de los videojuegos. 
Mientras viajaba les pedía a otros que le grabaran bailando delante de edificios importantes, escenas callejeras y paisajes naturales. Con estas escenas montó un vídeo llamado Where the Hell is Matt? 2006, que se hizo viral rápidamente al ser publicado. El 31 de mayo de ese año, apareció bailando fuera de los estudios de Times Square frente a una pantalla en la cual se mostraban algunas escenas de sus vídeos bailando en algunos lugares del mundo.
Debido a la fama que consiguió, Matt continuó realizando vídeos hasta convertirse en una sensación internacional y sus vídeos de los más vistos en internet.
En octubre de 2010, visitó Venezuela convocando un gran grupo de asistentes en la Concha Acústica del Parque Generalísimo Francisco de Miranda, también conocido como Parque del Este, ubicado en Caracas, capital de ese país.
En junio de 2012, publica el vídeo Where the Hell is Matt? 2012, esta vez acompañado por muchas más personas de los lugares que visita y con un toque más divertido y contagioso.
En junio de 2016 publica el vídeo Where the Hell is Matt? 2016, siguiendo la dinámica de los anteriores.
Matt también apareció en el programa Good Morning America para comentar el paso del huracán Katrina por Estados Unidos.
Según su página web, actualmente vive en Seattle, Washington.

## Vídeos
| - Pekín, China. - Hanói, Vietnam. - Delhi, India. - Moscú, Rusia. - Bangkok, Tailandia. - Agra, India. - Praga, República Checa. - Angkor Wat, Camboya - Selva de Bengala, India. - Los Ángeles, Estados Unidos. - Sühbaatar, Mongolia. - Kilimanjaro, Tanzania. - Siberia, Rusia. - Monte Albán, México. - Tsavo, Kenia. - Bosque impenetrable, Uganda. - Rangún, Birmania. - Westport (Connecticut), Estados Unidos. - Seattle, Estados Unidos. - Nueva York, Estados Unidos. - Isla de Pascua, Chile. | - Salar de Uyuni, Bolivia. - Petra, Jordania. - Machu Picchu, Perú. - Venecia, Italia. - Tokio, Japón. - Islas Galápagos, Ecuador. - Brisbane, Australia. - Luang Prabang, Laos. - Bandar Seri Begawan, Brunéi. - Área 51, Nevada. - Tikal, Guatemala. - Half Moon Caye, Belice. - Sossusvlei, Namibia. - Valle Routeburn, Nueva Zelanda. - Monument Valley, Estados Unidos. - Islas Shetland. - Chuuk, Micronesia. - Londres, Inglaterra. - Very Large Array, Estados Unidos. - Abu Simbel, Egipto. - Isla de Pascua, Chile. - Picardía, Francia. - Mutianyu, China. - Nueva York, Estados Unidos. - Éfeso, Turquía. - Guam. - Reserva Natural Mokolodi, Botsuana. - Berlín, Alemania. - Sídney, Australia. - Dubái, Emiratos Árabes Unidos. - Islas Roca (Palau). - Milindi, Ruanda. - Puerto Neko, Antártida. - Kjeragbolten, Noruega. - San Francisco, Estados Unidos. - Seattle, Estados Unidos. |

### Tercer vídeo
En 2007 inicia su tercer viaje por el mundo, de nuevo patrocinado por Cadbury, de nuevo promocionando el Stride Gum. En esta ocasión convoca a la gente en las ciudades que visita para que le acompañen en su baile. A todos los participantes les regaló una pulsera de goma con dos textos: «STRIDEGUM. COM» y «JUNE 21, 2008».
- Holanda
- Marruecos
- Malí
- Etiopía
- Zanzíbar
- Madagascar
- Sudáfrica
- Zambia
- Reikiavik, Islandia
- Londres, Inglaterra
- Dublín, Irlanda
- Lisboa, Portugal
- Madrid, España
- París, Francia
- Bruselas, Bélgica
- Colonia, Alemania
- Múnich, Alemania
- Ciudad de México
- Río de Janeiro
- São Paulo
- Buenos Aires, Argentina
- Teotihuacán
- Canal de Panamá

## Iniciativa colaborativa
En el blog Curioso pero inútil (CPI), propusieron hacer un vídeo con la misma idea (bailar en distintos lugares del mundo) pero usando fragmentos grabados por distintas personas.
En octubre de 2006 tenían 113 vídeos enviados por 106 personas desde 43 países y 20 provincias españolas.
Una iniciativa colaborativa similar comenzó en 2010, publicando su primer video en mayo de 2011, bajo el nombre de "Where the hell are my friends?". En este caso se graba un video con el mismo baile, en el que puede participar cualquier persona, de cualquier parte del mundo, con la única condición de aparecer con alguien que ha aparecido en versiones del video anteriores. De tal forma que versión, tras versión, el número de personas que aparecen en el video aumenta, pero entre todas ellas es posible establecer una cadena de personas que se conocen o han coincidido en uno de los bailes.
Desde la primera versión en mayo de 2011, se han publicado otras tres versiones, coincidiendo con final de año, diciembre de 2011, de 2012 y 2013.

- "
- Where the hell are my friends? v2 en Vimeo"

- "
- Where the hell are my friends? v3 en Vimeo"

- "
- Where the hell are my friends? v4 - 2013 en Vimeo"